# Ровенькиантрацит
ДКХ «Ровенькиантрацит». Включає 8 шахт, які видобувають антрацит. Загальний фактичний видобуток 8789176 т (2003).
Адреса: 94700, вул. Комуністична, 6, м.Ровеньки, Луганської обл.

## Підприємства
- ДВАТ «Шахта ім. Фрунзе»
- ДВАТ «Шахта ім. В.В.Вахрушева»
- ДВАТ «Шахта «Ворошиловська»
- ДВАТ «Шахта ім. Космонавтів»
- ДВАТ «Шахта № 81 «Київська»
- ДВАТ «Шахта ім. Ф.Е.Дзержинського»
- ДВАТ «Шахтоуправління «Ровеньківське»